# Болоньези, Франсиско
Франсиско Болоньези Сервантес (исп. Francisco Bolognesi Cervantes; 14 ноября 1816 — 7 июня 1880) — военный, генерал, национальный герой Перу. 2 января 1951 года был объявлен правительством Перу покровителем армии.

## Биография
Франсиско Болоньези родился в Лиме, в семье виолончелиста итальянского происхождения, прибывшего в Перу в 1810 году. Образование получил в семинарии Арекипы, в 16 лет начал работать в сфере торговли.
В 1844 году присоединился к армии Рамона Кастильи и воевал против захватившего власть генерала Виванко. После победы в этой войне Болоньези была предложена должность в армии, но он отказался, избрав гражданскую жизнь. Тем не менее в 1853 году, в период напряжённости в отношениях с Боливией, он поступил на службу в армию. Новой войны не случилось, но Болоньези остался в вооружённых силах Перу и принял участие в революции и свержении президента Эченике.
В 1856 году он командовал артиллерийским подразделением, участвовал в осаде Арекипы во время гражданской войны 1856—1858 гг. и был ранен.
В октябре 1858 года принимает участие в военных действиях против Эквадора. После возвращения из похода, президентом Кастильей был направлен в Европу для закупок вооружений, главным образом артиллерии. После возвращения в Перу вновь был отправлен в Европу для закупки ещё большего количества вооружений из-за возможной войны с Испанией.
После возвращения в Перу в мае 1866 года из-за конфликта с президентом Мариано Игнасио Прадо был ненадолго заключён в тюрьму. После падения режима Прадо, Болоньези вернулся в армию и вышел на пенсию в 1871 году в ранге командующего артиллерией Перу.

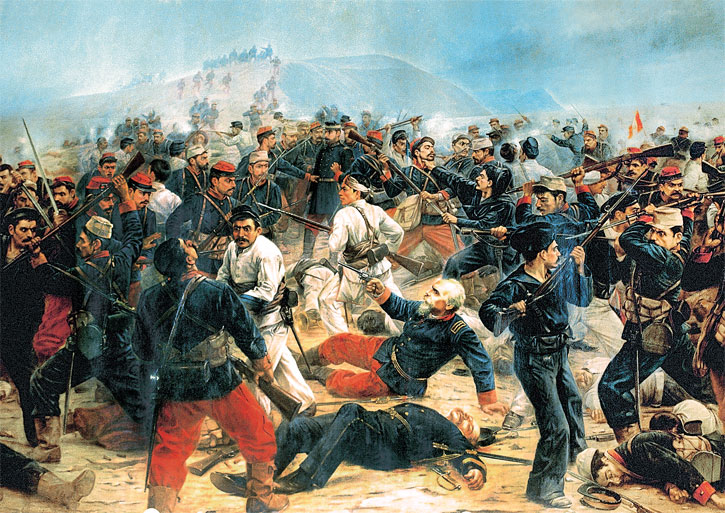
Художник Хуан Лепиани. Гибель Франсиско Болоньези в Арике

После начала войны с Чили Франсиско Болоньези, которому было 62 года, вернулся на службу в армию. Участвовал в боевых действиях против чилийцев, в ноябре 1879 года сражался при Долорес и Тарапаке. В апреле 1880 года был назначен командовать обороной города Арика. Он организовал и возглавил энергичную оборону портового города силами примерно 1600 человек против более чем 5300 чилийских солдат при широкой поддержке военно-морского флота. На предложение чилийских парламентёров сдать город без боя по причине более чем трёхкратного превосходства чилийцев Франсиско Болоньези ответил отказом, заявив «У меня есть священные обязанности, и я их буду выполнять до последнего патрона». Во время штурма Арики чилийскими войсками 7 июня 1880 года в разгар ожесточенного рукопашного боя, развернувшегося на вершине Эль-Морро, полковник Болоньези был ранен. Сжимая револьвер, он продолжал сражаться, пока не был убит ударом по голове (некоторые полагают, что причиной смерти стала пуля).
Сыновья Франсиско Болоньези, Энрике и Аугусто, также принимали участие в этой войне и погибли позже в сражении при Сан-Хуане и сражении при Милафлоресе соответственно.
Похоронен на кладбище «Пастор Матиас Маэстро». В Перу Франсиско Болоньези признан национальным героем, в его честь установлены памятники и названы улицы городов. Его именем назван футбольный клуб в Такне.